# بيتر كوسلووسكي
بيتر كوسلووسكي (بالألمانية: Peter Koslowski)‏ (و. 1952 – 2012 م) هو اقتصادي، وفيلسوف، وأستاذ جامعي ألماني، ولد في غوتينغن، كان عضوًا في الأكاديمية الأوروبية للعلوم والآداب، توفي في أمستردام، عن عمر يناهز 60 عاماً.

## التعليم
تعلم في جامعة فرجينيا للتقنية، وتعلم في جامعة توبنغن، وتعلم في جامعة لودفيغ ماكسيميليان في ميونخ
.

## جوائز
حصل على جوائز منها:

وسام الصليب من رتبة استحقاق من جمهورية ألمانيا الاتحادية (2001)